# James Edward Smith
James Edward Smith (Norwich, 2 de dezembro de 1759 – Norwich, 17 de março de 1828) foi um botânico britânico, conhecido por ter sido o fundador e o primeiro presidente da Sociedade Linneana de Londres (1788).
Escreveu A Specimen of the Botany of New Holland, primeiro livro sobre a flora australiana.

## Obras (flora britânica)
- English Botany, 1790
- Flora Britannica, 1801
- The English Flora, 1824-1828

## Publicações
- Com John Abbot: The Natural History of the Rarer Lepidopterous Insects of Georgia, London 1797
- Compendium Floræ Britannicæ, London 1800
- Exotic Botany: consisting of coloured figures and scientific descriptions of such new, beautiful, or rare plants as are worthy of cultivation in the gardens of Britain ... The figures by J Sowerby 2 volumes, London 1804
- Remarks on the generic characters of the decandrous papilionaceous plants of New Holland, London 1804
- An Introduction to physiological and systematical Botany, London 1807
- A Review of the modern state of Botany, with a particular reference to the natural systems of Linnæus and Jussieu. From the second volume of the supplement to the Encyclopædia Britannica, Edinburgh 1817(?)
- Considerations respecting Cambridge, more particularly relating to its Botanical professorship, London 1818
- A Grammar of Botany, illustrative of artificial, as well as natural classification; with an explanation of Jussieu's system, London 1821
- A Selection of the Correspondence of Linnaeus and other naturalists. 2 Bände, London 1821 Band 1
- A Compendium of the English Flora, London 1829
- The English Flora, 5 Bände, London 1824–36
- English Botany, or coloured figures of British Plants. ..., The figures by J. Sowerby, (2. Auflage, 12 Bände), London 1832–1846